# Sexxx Dreams
"Sexxx Dreams" là bài hát của ca sĩ-nhạc sĩ người Mỹ Lady Gaga từ album phòng thu thứ ba của cô, Artpop (2013).

## Xếp hạng
| Bảng xếp hạng (2013)                     | Vị trí cao nhất |
| ---------------------------------------- | --------------- |
| South Korea International Singles (Gaon) | 41              |